# Margherita d'Anjou
Représentations notables
- 15 février 1822, Munich en italien
- 10 mai 1825, Barcelone en italien
- 21 décembre 1826, Bruxelles en français
- 12 janvier 1828, Londres en italien
- 26 mars 1831, Graz en allemand
- 22 novembre 1831, Berlin en allemand
- 17 avril 1854, La Nouvelle-Orléans en français
- 2 novembre 2002, Londres en italien
- du 27 mai 2005 au 3 juillet 2005, Leipzig en italien

Personnages
- Margherita (Marguerite) d’Anjou, épouse du roi Henri VI d'Angleterre (soprano)
- Edoardo (Edouard), son fils (rôle muet)
- Le Duc de Lavarenne, Grand Sénéchal de Normandie (ténor)
- Isaura, épouse du Duc de Lavarenne (alto)
- Carlo Belmonte, ancien général banni par Marguerite, à la tête d’une compagnie de montagnards écossais engagés par le Duc de Gloucester (basse)
- Michele Gamautte, chirurgien français (basse)
- Riccardo (Richard), Duc de Gloucester (basse)
- Gertrude, paysanne écossaise et compagne de Carlo Belmonte (soprano)
- Bellapunta, un officier de Marguerite d’Anjou (ténor)
- Montagnards écossais, soldats anglais et français (chœur)

Airs
Dolce albergo di pace : air de Marguerite au second acte
Pensa e guarda, amico, all’erta ! : trio Belmonte-Gamautte-Riccardo au second acte
Margherita d’Anjou est le septième opéra composé par Giacomo Meyerbeer, et son quatrième opéra composé pour un théâtre italien. Avec cette œuvre, Meyerbeer entame sa collaboration avec le « premier librettiste italien de l’époque », Felice Romani. La création eut lieu à La Scala de Milan le 14 novembre 1820.

## Sujet
Le sujet est emprunté à un mélodrame historique en trois actes écrit en 1810 par René-Charles Guilbert de Pixerécourt et met en scène plusieurs protagonistes de la guerre des Deux-Roses, qui avaient déjà été les héros de quatre pièces de William Shakespeare : la trilogie consacrée à Henri VI, époux de Marguerite d’Anjou, et Richard III qui intervient dans l’opéra sous le nom de duc de Gloucester.
Le livret prend de très grandes libertés avec la vérité historique. Ainsi, dans l’opéra, Marguerite est censée être veuve, son époux, le roi Henri VI, ayant été assassiné par le duc de Gloucester (futur Richard III). Or, en 1462, date à laquelle se déroule l’action de l’opéra, le roi Henri VI est toujours vivant et retenu prisonnier à Londres (il ne sera assassiné qu’en 1471). Le livret s'inspire des suites de la bataille de Towton (1461), durant laquelle les troupes lancastriennes avaient été battues par l'armée yorkiste du comte de Warwick. Marguerite avait alors dû se réfugier dans une forêt où elle et son fils avaient été rançonnés. L'autre inspiration des faits est la bataille de Tewkesbury (1471), où le duc de Gloucester battit l'armée lancastrienne et où il fit tuer le fils de Marguerite.
En outre, plusieurs personnages importants de l’opéra sont purement imaginaires, à commencer par le duc de Lavarenne, son épouse Isaura ou Belmonte, le général banni par Marguerite.

## Argument
L’action de l’opéra se déroule en 1462, à la frontière entre l’Angleterre et l’Écosse.

### Acte I

#### Scène 1
Une vaste plaine traversée par un fleuve enjambé par un pont. Un campement militaire s’est installé sur la rive la plus proche du fleuve.
Bellapunta, officier dans l’armée levée par Marguerite d’Anjou, joue aux cartes avec d’autres soldats, puis tous se mettent à boire, chanter et danser en l’honneur de la reine. Carlo Belmonte, ancien général banni par Marguerite, s’est déguisé en soldat pour espionner les troupes de Marguerite et trouver un moyen de se venger. Marguerite arrive alors et, après quelques mots d’encouragement à ses soldats, se prépare à accueillir le duc de Lavarenne, qui est le commandant en chef (jusqu’à présent victorieux) de ses troupes (air « Miei fedeli, queste prove »).
En attendant, c’est un chirurgien français Michele Gamautte, accompagné d’un jeune garçon prénommé Eugenio, qui demandent à Bellapunta de pouvoir rejoindre l’armée de Marguerite. En fait, Eugenio n’est autre qu’Isaura, l’épouse du duc de Lavarenne, qui, follement éprise de son mari mais soupçonnant qu’il est tombé amoureux de Marguerite, souhaite le ramener en France, avec la complicité de Gamautte (duo « Ah ! non sai quant’io l’adoro »).
Le duc de Lavarenne arrive enfin. En récompense de sa dernière victoire, il reçoit une décoration de la part de Marguerite, d’une façon si aimable que cela ne fait qu’accroître les craintes d’Isaura (air de Lavarenne « E’ riposta in questi accenti »). Bellapunta informe Marguerite que deux nouveaux combattants veulent rejoindre ses rangs et il lui présente Gamautte et Isaura déguisée. Le duc de Lavarenne ne reconnaît pas Isaura (qu’il n’a pas revue depuis cinq ans) mais est néanmoins troublé par le son de sa voix qu’il trouve familier. Quant à Marguerite, elle est tellement séduite par Isaura qu’elle le nomme aussitôt page et qu’elle l’attache à sa personne.

#### Scène 2
L’intérieur de la tente du duc de Lavarenne.
Le duc de Lavarenne a décidé d’écrire à Marguerite, pour lui avouer qu’il l’aime mais qu’il est déjà marié. Isaura, toujours déguisée en page, arrive sur ces entrefaites et se voit confier la mission de conserver la lettre et de la remettre à Marguerite au cas où le duc de Lavarenne serait tué au cours de la prochaine bataille qui s’annonce décisive. Isaura accepte, mais obtient du duc de pouvoir se battre à ses côtés.
Des renforts de troupes sont alors annoncés. Tous se réjouissent alors ; Marguerite chante une fois encore les louanges du duc de Lavarenne et demande à ses partisans de saluer son fils comme le futur roi d’Angleterre. En fait, les troupes annoncées sont les armées ennemies du duc de Gloucester qui, prévenues par Belmonte, s’apprêtent à mettre un terme définitif aux tentatives de Marguerite de remonter sur le trône d’Angleterre.

#### Scène 3
Une clairière dans une épaisse forêt au centre de laquelle un large foyer est allumé.
Gertrude, la compagne de Belmonte, attend le retour de ce dernier avec les montagnards écossais qu’il a recrutés et qu’il commande pour le compte du duc de Gloucester. Belmonte arrive enfin et annonce que l’armée de Marguerite a été vaincue. Le duc de Gloucester essaie maintenant de capturer Marguerite et son fils qui ont réussi à s’échapper.
Entendant des pas, Belmonte et ses montagnards se dissimulent dans les bois afin d’attaquer les fugitifs par surprise. Arrivent alors successivement dans la clairière Gamautte (qui échappe d’extrême justesse aux montagnards écossais), Isaura, puis le duc de Lavarenne. Entendant les troupes ennemies du duc de Gloucester se rapprocher, les trois partisans de Marguerite courent se cacher à leur tour. C’est en fait Marguerite et son fils qui entrent en scène. Ils sont alors cernés par les montagnards écossais qui tentent de les jeter dans une rivière proche après les avoir dépouillés. Gamautte, Isaura et le duc de Lavarenne interviennent alors pour défendre la reine et le jeune prince, mais ils sont vite submergés par le nombre des assaillants.

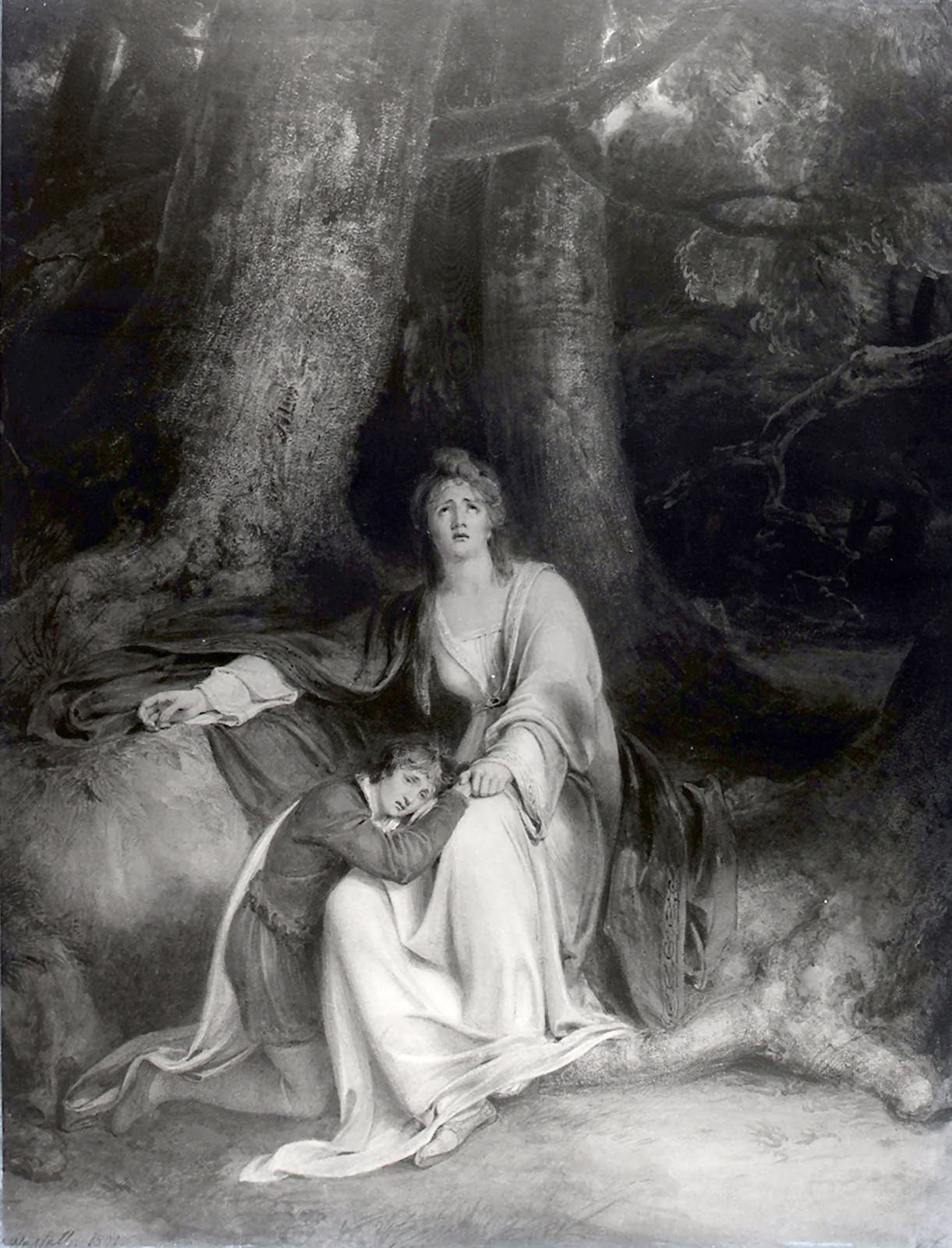
Marguerite d’Anjou et son fils dans la forêt où ils ont fui après la bataille de Hexham : Gravure d’après le tableau de Richard Westall.

Mais revoici Belmonte qui ordonne à ses montagnards de mettre fin à leurs projets criminels. Après s’être fait reconnaître par Marguerite, Belmonte décide néanmoins, à la surprise générale, de se mettre à son service. Obéissant aux ordres de leur chef, les montagnards écossais jurent à leur tour de défendre la vie de Marguerite et de son fils. C’est à ce moment qu’arrivent Bellapunta et les soldats qui sont restés fidèles à Marguerite. Ils la préviennent que le duc de Gloucester est à sa recherche et qu’il fait quadriller par ses troupes toute la forêt. Belmonte propose alors à Marguerite de se déguiser en paysanne écossaise et de se cacher quelque temps avec son fils dans sa chaumière au milieu de la forêt. Pendant ce temps, les troupes de Marguerite commandées par Lavarenne tenteront de rejoindre les renforts promis afin de mener une contre-attaque.

### Acte II

#### Scène 1
Une vaste plaine similaire à celle de la scène 1 du premier acte, juste avant l’aube.
Le duc de Gloucester est furieux que Marguerite et son fils n’aient pas encore été capturés. Belmonte, qui lui fait son rapport, tente de lui faire croire que les fugitifs ne sont plus dans la forêt, ce dont doute Gloucester. Ce dernier décide donc d’en finir en ordonnant de brûler la forêt entière et tous ceux qui s’y cachent. Belmonte se réjouit intérieurement d’avoir fait déplacer Marguerite et le jeune prince dans un village voisin, en dehors de la forêt.

#### Scène 2
Un petit village au pied d’une montagne et près de la forêt envahie par les troupes de Gloucester.
Les villageois partent travailler en chantant. Marguerite, déguisée en paysanne écossaise, craint de ne jamais connaître à nouveau le bonheur (air « Dolce albergo di pace »), lorsqu’elle est interrompue par l’arrivée des montagnards écossais qui lui annoncent que les armées de Gloucester vont bientôt envahir le village. Elle les supplie de les protéger, elle et son fils.
Mais voici venir Isaura, toujours déguisée en page. Lavarenne lui a demandé de porter à Marguerite la lettre où il avoue à la reine qu’il est déjà marié et où il ne voit d’autre solution que de mourir sur le champ de bataille. Isaura est tellement bouleversée qu’elle se trahit et révèle son identité à Marguerite. Cette dernière plaint sincèrement l’épouse bafouée et lui demande de retourner auprès de son mari et de tout faire pour le dissuader de mourir au combat.

#### Scène 3
L’intérieur de la tente du duc de Lavarenne.
Lavarenne, seul dans sa tente avant la bataille, espère trouver enfin la paix intérieure, déchiré qu’il est entre l’amour passionné qu’il voue à Marguerite et la tendresse sereine qu’il éprouve toujours pour son épouse Isaura (air « Ah ! sì. Pur troppo, io sono il più infelice »).

#### Scène 4
Intérieur d’une chaumière.
Le duc de Gloucester, toujours à la recherche de Marguerite, veut fouiller la chaumière où celle-ci s’est cachée, déguisée en paysanne et jouant le rôle de l’épouse de Gamautte, lui-même devenu cuisinier pour l'occasion. Belmonte est également dans la chaumière afin de protéger la reine.
Gloucester n’est cependant pas dupe des différents mensonges que lui débitent, d’un ton plus ou moins assuré, Belmonte et Gamautte (trio « Pensa e guarda, amico, all’erta ! »). Il exige de voir la soi-disant famille de Gamautte. Il reconnaît Marguerite et son fils lorsque surgissent Lavarenne et la troupe de soldats français qu’il commande. Lavarenne annonce à Marguerite qu’il a remporté la dernière bataille et demande à Gloucester de se rendre. Ce dernier se saisit alors du jeune prince et menace de le tuer si on ne le laisse pas s’enfuir. Son chantage est près de réussir lorsqu’il est capturé par les montagnards écossais de Belmonte.

#### Scène 5
Extérieur du village où s’est réfugiée Marguerite.
Bellapunta félicite ses officiers de leur victoire.
De son côté, Gamautte tente de rassurer Isaura sur le fait que son mari va revenir vivre auprès d’elle. Restée seule, la jeune femme exprime ses doutes dans l’air « Mio pianto rasciuga ». Après avoir appris tous les dangers courus par Isaura pour se rapprocher de lui, Lavarenne décide de retourner auprès de son épouse, avec la bénédiction de Marguerite.

## Genèse et analyse de l'œuvre
Après avoir passé l’hiver 1819-1820 en Allemagne, Meyerbeer revient en Italie pour composer un nouvel opéra destiné à La Scala de Milan. Cette salle étant considérée à l’époque comme la plus prestigieuse d’Italie, cette commande constitue une véritable reconnaissance du succès grandissant du jeune compositeur allemand.

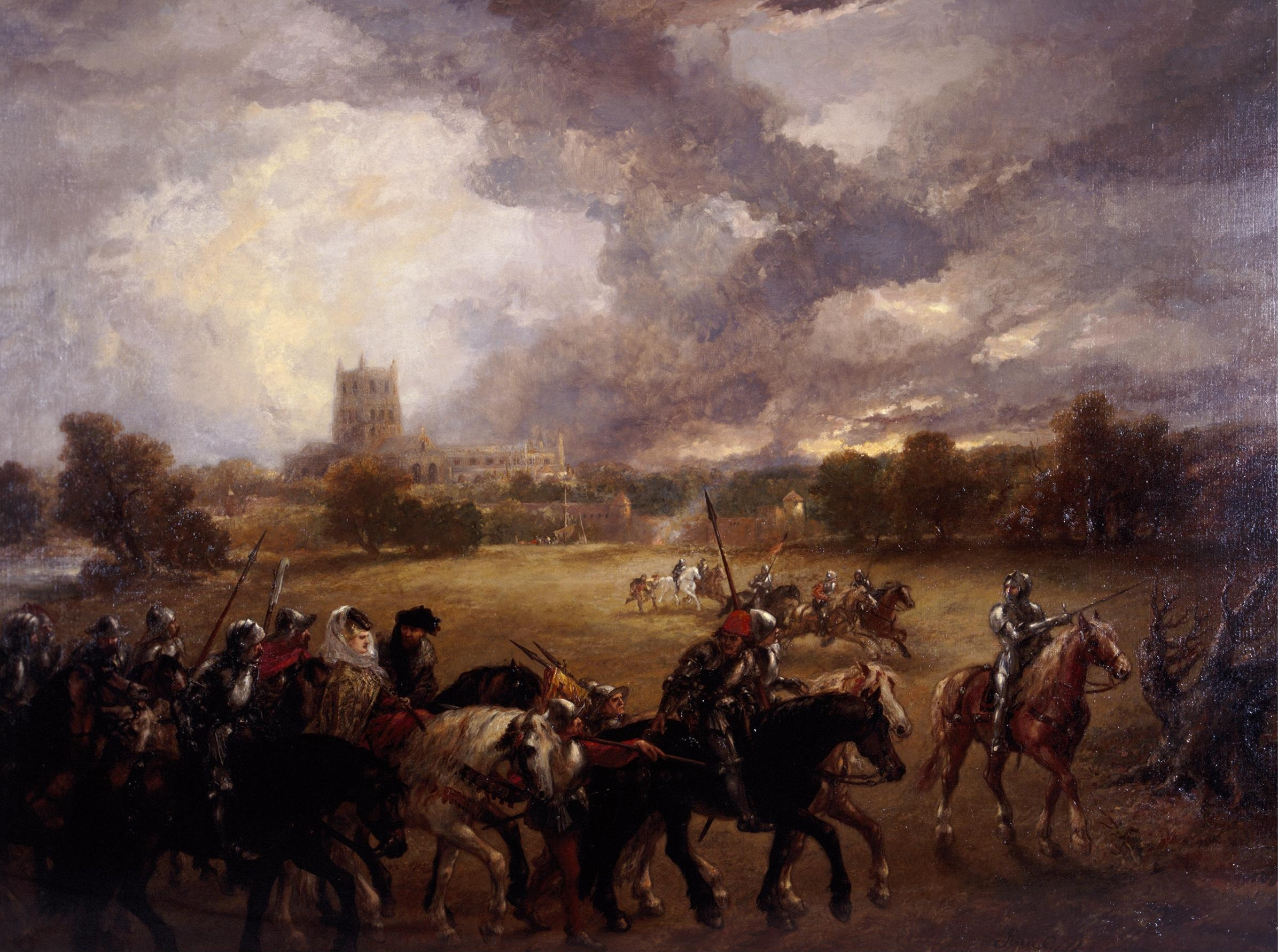
Marguerite d’Anjou faite prisonnière après la bataille de Tewkesbury : Tableau de John Gilbert (1875).

M. Everist précise cependant que Meyerbeer ne devait pas composer la musique de cet opéra à l’origine, puisque son contrat avec La Scala portait sur le livret que Romani avait tiré de Francesca da Rimini. Néanmoins, la censure milanaise ayant interdit la représentation d’un opéra sur ce livret, Meyerbeer dut se contenter de celui de Margherita d’Anjou que Romani avouait avoir écrit rapidement et sans conviction.
Pour P. Kaminski, Margherita d’Anjou « présente certains traits remarquables en regard de la carrière future de Meyerbeer : l’ampleur de la vision « historique », s’articulant dans de vastes tableaux intégrés, la caractérisation des foules grâce aux scènes de genre (…), mais surtout la présence d’un personnage comique, le chirurgien gascon Michele Gamautte, confident d’Isaura ». Leur duo commun du premier acte « annonce ce mélange des tons qui enrichira les ouvrages futurs de Meyerbeer, confirmé dans le trio des basses (Carlo, Michele, Riccardo) au second acte, promesse du trio des Anabaptistes du Prophète. »
R. Letellier note, quant à lui, qu’il s’agit d’une étape importante dans l’œuvre de Meyerbeer dans la mesure où c’est le premier opéra basé sur des faits historiques réels (même s’ils sont très librement retranscrits). Les événements tragiques de la guerre des Deux-Roses (avec l’affrontement entre Marguerite d’Anjou et le duc de Gloucester) sont la toile de fond d’un drame familial où une épouse délaissée tente de regagner l’amour de son époux.

## Création
La création recueille un triomphe : au cours des trois premières représentations, Meyerbeer qui dirige l’orchestre et accompagne les récitatifs au clavecin, est ovationné sur scène à la fin de chaque acte, et l’opéra sera représenté 15 fois durant la première saison à La Scala.
L’opéra sera donné par la suite dans plusieurs villes italiennes (Venise, Bologne, Turin, Florence et Trieste). D’autres représentations en italien auront également lieu à Munich (15 février 1822), Barcelone (10 mai 1825), Londres (12 janvier 1828), mais aussi à Madrid (14 mars 1836) et Lisbonne (22 octobre 1837).
Margherita d’Anjou sera le premier opéra de Meyerbeer à être traduit en français (avec des paroles de Thomas Sauvage), cette version étant créée le 14 mars 1826 au Théâtre de l’Odéon (cf. M. Everist pour les circonstances détaillées de la création française de Marguerite d’Anjou). Elle sera reprise par la suite à Bruxelles (21 décembre 1826) avec Laure Cinti-Damoreau dans le rôle d’Isaura, Amsterdam (printemps 1835) et La Haye (25 janvier 1839). Il faut noter que dans cette traduction, les personnages reprennent leurs noms originaux du mélodrame de Pixerécourt : ainsi Carlo Belmonte redevient Carl Norcester, Michele Gamautte est transformé en Morin et Bellapunta en Barville.
Enfin, l’opéra sera également traduit en allemand pour des représentations à Graz (26 mars 1831), Berlin (22 novembre 1831), Budapest (février 1832), Prague (été 1832) et Ljubljana (24 janvier 1833).
La partition, arrangée par Pierre Crémont (et augmentée de nombreux extraits musicaux issus de l’opéra précédent de Meyerbeer, Emma di Resburgo) est publiée à Paris dès 1826.

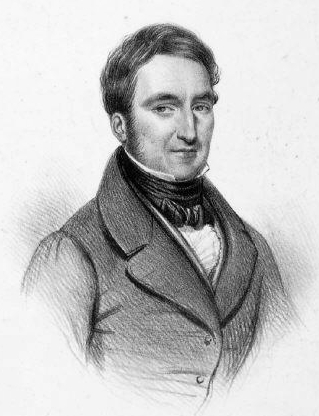
Nicolas-Prosper Levasseur, créateur du rôle de Carlo Belmonte dans Margherita d’Anjou, et futur créateur de Bertrand dans Robert le Diable

## Interprètes de la création
| Rôle                        | Tessiture | Distribution de la création, 1819 (Chef d’orchestre : Giacomo Meyerbeer) |
| --------------------------- | --------- | ------------------------------------------------------------------------ |
| Margherita d’Anjou          | soprano   | Carolina Pellegrini                                                      |
| Le Duc de Lavarenne         | ténor     | Nicola Tacchinardi                                                       |
| Isaura                      | alto      | Rosa Mariani                                                             |
| Carlo Belmonte              | basse     | Nicolas-Prosper Levasseur                                                |
| Michele Gamautte            | basse     | Nicola Bassi                                                             |
| Riccardo, Duc de Gloucester | basse     | Michele Cavara                                                           |
| Gertrude                    | soprano   | Paola Monticelli                                                         |
| Bellapunta                  | ténor     | Pietro Gentili                                                           |

## Discographie
- 2002 – Annick Massis, Bruce Ford, Daniella Barcellona, Alastair Miles, Fabio Previati, Pauls Putninš – Orchestre Philharmonique de Londres, David Parry – Opera Rara ORC25 (CD)[6]
- 2017 – Giulia De Blasis, Anton Rositskiy, Gaia Petrone, Laurence Meikle, Marco Filippo Romano, Bastian Thomas Kohl – Orchestra Internazionale d’Italia, Fabio Luisi – Dynamic CDS7802.02 (CD)

Le trio du second acte « Pensa, e guarda. Amico, all’erta ! » figure dans le CD :
- Meyerbeer in Italy, extraits des six opéras italiens composés par Meyerbeer et interprétés par Yvonne Kenny, Bruce Ford, Diana Montague, Chris Merritt, Della Jones, Alastair Miles, l’orchestre Philharmonia et le Royal Philharmonic Orchestra sous la direction de David Parry – Opera Rara ORR222 (CD)

## Vidéographie
- 2017 – mise en scène d'Alessandro Talevi – Giulia De Blasis, Anton Rositskiy, Gaia Petrone, Laurence Meikle, Marco Filippo Romano, Bastian Thomas Kohl – Orchestra Internazionale d’Italia, Fabio Luisi – Dynamic 37802 (2 DVD) –  chanté en italien